# Geoffroi Taillefer
Geoffroi Taillefer (991 - 1048) est comte d'Angoulême à partir de 1032. Il est le second fils de Guillaume IV Taillefer. Frère du précédent comte, Audouin II Taillefer, il obtient le comté au détriment de Guillaume, le fils de celui-ci.
Sa force et sa maîtrise de l'art guerrier lui ont, à l'instar de ses prédécesseurs, valu le surnom de Taillefer. 
D'après l'Historia Pontificum et Comitum Engolismensium, qui retrace la vie des comtes d'Angloulême, il poussa l'ardeur guerrière jusqu'à tuer Aimeri, seigneur de Fraimbot, qui refusait de rendre hommage à Guillaume IV ; il entra en guerre avec son frère Audouin pour la possession de la terre de Blaye dès la mort de leur père, et, vaincu, en reçut une partie généreusement accordée par son frère.
Marié à Pétronille d'Archiac, il eut notamment pour descendance Foulques Taillefer, qui lui succède comme comte d'Angoulême.
Il eut de plus Geoffroi, vicomte de Blaye, Arnaud, seigneur de Montausier, Guillaume, évêque d’Angoulême, Adémar, abbé de Stirpe, ou Lesterp, au diocèse de Limoges, et qui fut successeur de son frère Guillaume à l'évêché d'Angoulême. D'après Geoffroi de Vigeois, il eut de plus une fille, Humberge, mariée à Adémar II, vicomte de Limoges.